# Vulkan (Film)
Vulkan ist ein deutscher Katastrophenfilm. Der Zweiteiler wurde am 18. und 19. Oktober 2009 bei RTL ausgestrahlt. Der erste Teil hatte mit 5,9 Millionen Zuschauern einen Marktanteil von 16,5 %, der zweite Teil erreichte 6,59 Millionen Zuschauer bei einem Marktanteil von 20,6 Prozent.

## Handlung
Im Lorchheimer See brodelt es, Gasblasen steigen an die Oberfläche und lassen eine Schwimmerin in Ohnmacht fallen. Doch die Menschen im Eifel-Dorf Lorchheim sind zu sehr mit ihren privaten Problemen beschäftigt, um die ersten Anzeichen einer drohenden Katastrophe wahrzunehmen. Der junge Feuerwehrmann Michael Gernau streitet mit seiner Freundin Andrea Matting, ob sie nach Frankfurt am Main ziehen sollen, wo sie einen Studienplatz bekommt. Außerdem hat er Probleme mit seinen Eltern, weil sein herzkranker Vater stirbt und seine Mutter das Hotel aufgeben will. Gerhard Maug versucht, durch kriminelle Finanzgeschäfte, ein luxuriöses Leben zu erhalten, während seine Tochter Paula sich in der Clique etablieren möchte. Um Anerkennung kämpft ebenso der städtische Vollzugsbeamte Walter Röhricht, der unter anderem gegen jugendliche Raser kämpft. Kirsten Friedrich begegnet im Heimaturlaub mit ihren Zwillingsbabys ihrer alten Liebe Gernot, während ihr Mann in Frankfurt arbeitet und dort von Yvonne verführt wird.
Als ein Erdbeben das Dorf erschüttert, kommt die junge Geologie-Doktorandin Daniela Eisenach von der Universität Potsdam nach Lorchheim, um die seismischen Aktivitäten zu untersuchen. Sie ist davon überzeugt, dass Magma-Bewegungen unter dem Lorchheimer See für das Erdbeben verantwortlich sind. Mit ihren Aussagen stößt sie zunächst auf taube Ohren. Weder das Rettungszentrum in Mingen noch der Landrat nehmen ihre Warnungen ernst, und ihr Professor Dominic Merkt versucht, sie zum Schweigen zu bringen. Nur Gernau, der sich als Katastrophenhelfer beweisen will und außerdem privates Interesse an der attraktiven Wissenschaftlerin zeigt, glaubt ihr und versucht die Verantwortlichen von der Notwendigkeit der Vorsichtsmaßnahmen zu überzeugen.
Die Vorboten eines Vulkanausbruchs häufen sich. Im See kommt ein weiterer Schwimmer durch eine Gasblase ums Leben, die jugendlichen Raser werden von einem plötzlich in der Straße entstandenen Riss gestoppt, und auf der Weide fällt eine ganze Schafherde tot um. Die Verantwortlichen sind schließlich von der drohenden Gefahr überzeugt und lassen Lorchheim mit Hilfe der Bundeswehr evakuieren. Während sich die ersten Busse mit den Flüchtlingen noch auf der Straße befinden, explodiert der See, und eine heiße Dampfwolke breitet sich über der Umgebung aus. Weitere Eruptionen folgen und verwandeln Lorchheim in ein Katastrophengebiet voller Asche und Feuer.
Gernau kommt in Lorchheim mit einer schweren Beinverletzung wieder zu Bewusstsein und sieht die massive Zerstörung in dem Dorf. Paula Maug erwacht hingegen zwischen den zerstörten Bussen und erkennt dabei, dass alle flüchtenden Menschen, bis auf sie selbst, ums Leben gekommen ist. Anschließend trifft sie auf die tote Kirsten Friedrichs und nimmt die Zwillinge mit. Währenddessen plündert Gerhard Maug den Tresor der Volksbank und Röhricht erschießt Maggi und Lupo, welche ihn zuvor mit einem intimen Video vor der Dorfgemeinschaft bloßgestellt haben.
Nachdem sich in Lorchheim die Situation etwas beruhigt hat, beginnt erneut eine Eruption des Vulkanes. Hierbei bilden sich in der Lorchheimer Dorfgemeinschaft zwei Lager. Die Gruppe um Gernau, Vater und Tochter Maug, den beiden Friedrichs Zwillingen sowie Röhricht flüchtet in Richtung Burgruine, um dort Unterschlupf zu finden. Der Rest, unter Anführung von Ludwig Schöngau, flüchtet aus dem Dorf, mit dem Ziel, möglichst vom Vulkan wegzukommen.
Während die Medien mit Eilmeldungen und dramatischen Bildern über das Geschehen in der Eifel berichten, zieht sich der Krisenstab in ein sicheres Gebäude zurück, um die Maßnahmen zu koordinieren, die bisher sehr chaotisch abliefen. Eisenach liefert wissenschaftliche Analysen über die Auswirkungen von Pyroklasten und den möglichen weiteren Verlauf der vulkanischen Aktivitäten. Bei der Einschätzung der Situation im Krisenstab kommt es zu einer Meinungsverschiedenheit über den Umgang mit dem Ort Lorchheim. Branddirektorin Martina Albers will das Dorf im Zentrum des Katastrophengebietes aufgeben, weil sie dort keine Chance auf Überlebende sieht, aber Eisenach, die eine emotionale Verbundenheit zu Gernau spürt, will Rettungskräfte in das Dorf schicken. In einem Notlager kümmern sich Helfer vom DRK und THW um die evakuierten Menschen. Dort fällt Renate Maug in eine große Verzweiflung, da sie davon ausgeht, dass ihr Mann und ihre Tochter bei der Naturkatastrophe gestorben sind. Da Matting und Phil Friedrichs die Staubwolken des Vulkans auch in Frankfurt sehen, machen sie sich auf den Weg nach Lorchheim und treffen sich unterwegs. Dabei lassen sie sich weder von den Kontrollposten auf der Straße noch von der Lebensgefahr aufhalten. Während der Reise nach Lorchheim treffen diese auch auf den Rest der inzwischen völlig traumatisierten Dorfgemeinschaft. Hierbei wird Phil von Ludwig mit einem Gewehr angeschossen und erleidet einen Schulterdurchschuss.
Michael Gernau versteckt sich derweil mit Gerhard und Paula Maug, Walter Röhricht sowie den Friedrichs-Babys in einem unterirdischen Gewölbe der Burg. Hier finden sie auch die sehr geschwächte Nadine Schöngau, die Paula Maug vorher dort vorsätzlich eingeschlossen hatte. Das Versteck erweist sich allerdings schnell als problematisch, da ihnen das Wasser ausgeht und die Lava einzudringen droht.
Auch in Frankfurt am Main sind die Folgen des Ausbruchs des Lorchheimer Sees zu spüren. Yvonne stirbt in der hessischen Großstadt im Ascheregen aufgrund von Erstickung. Ebenso stellt Rossi im Krisenstab fest, dass der Vulkanausbruch in der Eifel inzwischen sogar europaweite Auswirkungen hat, da in Großteilen von Westeuropa die Stromversorgung zusammengebrochen ist. Daniela Eisenach warnt unterdessen im Krisenstab vor wochenlangem Ascheregen und daraus resultierenden meterhohen Aschedecken. Ebenso macht sie auf die Gefahr aufmerksam, sobald die Vulkansäule zusammenbricht, da die daraus resultierende Druckwelle bis nach Paris spürbar sei.
Der Krisenstab erfährt zudem, wie die bisherigen Rettungsmaßnahmen abliefen. Rossi vermeldet, dass ca. 4.000 Menschen überlebt haben. Dirk Kammerer und Martina Albers sind über diese Bilanz schockiert, da in dem Gebiet, in dem evakuiert wurde, mindestens 20.000 Menschen leben. Durch die Nachricht, dass mindestens ca. 16.000 Menschen in der Eifel rund um Lorchheim durch den Vulkanausbruch gestorben sind, realisiert Kammerer, dass die durch ihn geplanten Rettungsmaßnahmen einen Großteil dazu beigetragen haben. Albers ordnet, unmittelbar nach der Verkündung der Todeszahlen, an, dass bei den folgenden Rettungsmaßnahmen kein Risiko mehr einzugehen sei.
Da in der Burgruine den Lorchheimer Flüchtlingen rund um Gernau das Wasser ausgeht, machen sich Michael Gernau und Gerhard Maug zu Fuß auf den Weg nach Lorchheim, um dort Nahrungsmittel zu besorgen. Hierbei drohen sie immer wieder von einschlagenden Lavabomben getroffen zu werden. Währenddessen sehen sie die Leichen von Lupo und Maggi, die Schusswunden aufweisen. Da genau in diesem Moment mehrere Lavabomben in unmittelbarer Nähe zu Gernau und Maug einschlagen, vermutet Maug, dass Gernau hierbei ums Leben gekommen ist. Gerhard Maug tritt daraufhin alleine den Rückweg zur Burgruine an. Gernau hört, kurz bevor er aufgrund seiner Beinverletzung und völliger Erschöpfung und Hoffnungslosigkeit aufgeben will, im inzwischen völlig verwüsteten Lorchheim, Eisenachs Stimme aus dem Funkgerät eines Bundeswehrbusses und bittet sie, einen Hubschrauber zu schicken. Nach einigen Diskussionen und der Absage Albers über weitere Rettungsmaßnahmen in Lorchheim scheint für Gernau und die weiteren verbliebenen Flüchtlinge in Lorchheim keine Hoffnung mehr zu bestehen. Aber durch die Hilfe von Rossi und dem Kreisbrandinspektor Dirk Kammerer, der einen Piloten kennt, der privat in das Katastrophengebiet fliegt, kommt der gewünschte Hubschrauber und nimmt die Versteckten auf. Unterwegs finden sie mitten in den Lavaströmen Matting und Friedrichs. Da der Helikopter nur eine begrenzte Zahl an Personen befördern kann, bleibt Gernau zurück und stirbt. Die anderen Insassen werden gerettet. Im Notlager sehen die Maugs Mutter Renate wieder, Walter Röhricht erklärt sich bereit, freiwillig bei der Koordinierung der Hilfsmaßnahmen zu helfen und Andrea Matting bleibt in ihrer Trauer allein.

## Hintergrund
Vulkanologen wie Ulrich Schreiber von der Universität Duisburg-Essen, der den Produzenten des Films als wissenschaftlicher Berater diente, zeigen durch Untersuchungen, dass eine Katastrophe in der Eifel, wie sie im Film zu sehen ist, tatsächlich irgendwann bevorsteht; nur der Zeitpunkt ist noch offen. Die Vulkanfelder der Eifel gelten noch nicht als erloschen. Der Vulkan des Laacher Sees brach zuletzt vor 13.000 Jahren mit einer Sprengkraft von 500 Hiroshima-Bomben aus und erzeugte eine 35 Kilometer hohe Rauchsäule, die sich bis nach Skandinavien und Italien ausbreitete. An einer Pressekonferenz am 16. Oktober 2008 im Lava-Dome in Mendig nahmen neben der Film-Crew diverse Geologen und Vulkanologen teil.

## Produktion
Der Film wurde zum Teil in der Eifel rund um den Laacher See gedreht. Als Kulisse für das fiktive Lorchheim diente die Stadt Bad Münstereifel. Der Felsenkeller liegt in Mendig 5 km südlich vom Laacher See, sein Eingangsbereich befindet sich allerdings ebenfalls in Bad Münstereifel. Die Szenen im Konferenzraum entstanden in einem Luftschutzbunker in Stuttgart, wobei der Eingang des Bunkers der ehemalige Regierungsbunker in Bad Neuenahr-Ahrweiler ist. Alle Seeszenen wurden am Pulvermaar bei Gillenfeld gedreht. Bei der aus der Luft zu sehenden Burg handelt es sich um eine der Manderscheider Burgen. Als Kulisse für die Universität Potsdam diente das Schloss Johannisburg in Aschaffenburg. Innenaufnahmen der Universität entstanden in der Hochschule Aschaffenburg. Bei den Szenen in der Notunterkunft im ebenfalls fiktiven Ort Lammingen kamen in einer leerstehenden Halle der ehemaligen Clouth Gummiwerke in Köln-Nippes 200 Komparsen, die Evakuierte darstellten, und 70 ehrenamtliche Kräfte des DRK Köln zum Einsatz. Das DRK hatte zuvor das funktionsfähige Feldkrankenhaus eingerichtet.
Die Produktionskosten betrugen insgesamt neun Millionen Euro. Die Computereffekte nahmen davon eine Million Euro in Anspruch.

## Titelsong
Der Titelsong zum Film ist die Ballade "Faithful", die von Cherine Nouri gesungen wird. Das Lied erreichte im Herbst 2009 Platz 21 in den Deutschen Charts.

## Rezensionen
Christian Buß von Spiegel Online sieht „eine halbe Stunde [lang] eine stilsichere Zombie-Parabel über gesellschaftlichen Verfall. Den Rest der Zeit sieht man allerdings nur untote Fernsehvisagen beim Lava- und Magma-Slalom.“
Torsten Thissen von Welt online ist der Meinung, dass der Film seinen Zweck erfüllt: „Nicht, dass wirkliche Spannung aufkäme, aber das ist wohl auch nicht der Sinn eines Katastrophenfilms. Vielmehr geht es darum, dass sich die Zuschauer gehörig gruseln. […] Gefährlich ist so ein Vulkanausbruch, zudem vermag er das Beste und das Schlechteste in den Menschen zu wecken.“
Julian Miller von Quotenmeter.de bemängelt Schwächen in der Handlung: „Jenseits der visuellen Effekte ist »Vulkan« dramaturgisch gesehen oft eher mau. Doch Emotionen gibt es massenhaft, wenn auch manchmal etwas arg abgedroschen dargestellt. Einen durchaus hohen Unterhaltungswert kann man dem Zweiteiler von Regisseur Uwe Janson jedoch beim besten Willen nicht absprechen.“
Peter Huber von diepresse.com lobt die Nebenhandlungen abseits der spektakulären Action: „Es sind die kleinen Dramen des Lebens, die in Teil eins in den Vordergrund rückten. Fast anatomisch wird die Struktur des Dorflebens auseinandergenommen. Damit hebt sich der Zweiteiler wohltuend von den meisten seiner – oft peinlichen – Zerstörungs-Vorgänger ab.“
Die Programmzeitschrift TV Spielfilm urteilt, dass "bevor es richtig scheppert, [...] der Auftakt gekonnt die Spannung an[zieht], während er das genreübliche Personal einführt".
Die Redaktion der Fernsehzeitschrift Prisma stuft Vulkan als einen „aufwändigen, als Zweiteiler angelegten Katastrophenfilm, der zwar etwas ausufert, aber dennoch mit guten Spezialeffekten ein mögliches Szenario entwirft.“
Joachim Hirzel von FOCUS behauptet, dass die Kunst darin bestünde "die Geschichte vom Vulkanausbruch so zu erzählen, dass sie trotzdem nicht langweilig ist. Sondern unterhaltsam. Spannend. Mitunter sogar witzig. Und das über drei Stunden hinweg", da "wenn ein Sender neun Millionen Euro für einen Vulkan-Film ausgibt, dann [...] offenkundig [ist], dass er auch ausbricht. So weit so berechenbar. Und so öde". Er resümiert, dass diese Kunst RTL im ersten Teil "recht gut gelungen" sei und "RTL beweist, dass ein Katastrophenfilm made in Germany tatsächlich launig und spannend sein kann."
Rainer Tittelbach ist der Meinung, dass während "im 1. Teil von „Vulkan“ noch alles seinen Event-Zweiteiler-erprobten Gang mit der finalen Evakuierung des Dorfes [geht], so entwickelt sich Teil 2 weg vom optimistischen Helden-Epos zu einem zwischenzeitlich ungemein düster-pessimistischen Endzeit-Szenario."
Die Online-Zeitschrift Filmdienst sieht in der Produktion einen "aufwändige[n] (Fernseh-)Katastrophenfilm mit einem für die hiesige Region ungewöhnlichen Szenario", der "zwar [...] mehrheitlich auch die Stereotypen des Genres bedient, indem er von der Selbstaufopferung seiner Protagonisten, die über sich hinauswachsen, erzählt, zugleich ist er ausgesprochen spannend und dicht inszeniert."
Matthias Hannemann von der FAZ schätzt den Film in Bezug auf die Tricktechnik und das Drehbuch wie folgt ein: "Der „Vulkan“ mit Heiner Lauterbach, Armin Rohde und Yvonne Catterfeld ist die sehr deutsche Antwort auf Amerikas Katastrophenfilme: tricktechnisch zwar brillant, das Drehbuch aber verstimmt doch sehr."

## Auszeichnungen
- Nominierung für den Deutschen Fernsehpreis 2010 als Bester Mehrteiler
- Nominierung für den  Adolf-Grimme-Preis 2010 / Sonderpreis Fiktion, für die Spezialeffekte: Wolf Schiebel, Volker Lorig, Karl-Heinz Bochnig